# Залужжя (Яворівський район)
Залу́жжя — село в Україні, у Яворівському районі Львівської області. Населення становить 1371 осіб. Орган місцевого самоврядування — Яворівська міська рада. Розташоване за 5 кілометрів від районного центру Яворів.

## Історія
Старої назви села не існувало. У писемних пам'ятках починає фіксуватися у 1454 році у зв'язку із заснуванням у місті Яворові князем Вацлавом римо-католицької парафії із костьолом і зарахуванням її на користь привілеєм від 20 лютого 1455 року «…ділянки землі на притоці Якша між Залужжям і Яжевом». Наступну письмову згадку знаходимо в акті від 22 жовтня 1456 року, згідно з якою король Казимир Яґеллонський віддав місто Яворів разом із селами Вільшаниця, Залужжя і Чолгині в заставу з правом викупу Петрові з Шамотул за 1300 гривень польських.
Головними частинами села є: Центр (частина села, де знаходиться церква, школа, клуб), Старий План (найдавніша частина села. Перші жителі Залужжя мешкали саме тут), Новий План (частина села, де знаходяться новобудови), Горбок (розташований на своєрідному підвищенні — горбі), Ковтали (перший мешканець, який оселився в цій місцевості мав прізвище — Ковтало), Хаї (перший мешканець цієї місцини — Хай), Мурини (переселенці з села Мурини).

## Сучасність
На сьогоднішній день на території села є загальноосвітня школа І-ІІ ступенів, греко-католицька церква, сільська рада, клуб, садочок.
Діє ансамбль «Залужанка», який названий на честь села.

## Населення

### Мова
Розподіл населення за рідною мовою за даними :
| Мова       | Кількість | Відсоток |
| ---------- | --------- | -------- |
| українська | 1368      | 99.78%   |
| російська  | 2         | 0.15%    |
| угорська   | 1         | 0.07%    |
| Усього     | 1371      | 100%     |

## Персоналії
Уродженці села:
- Гукало Василь Михайлович (1994—2023) — солдат Збройних сил України, учасник російсько-української війни, Герой України (2024, посмертно).

## Світлини

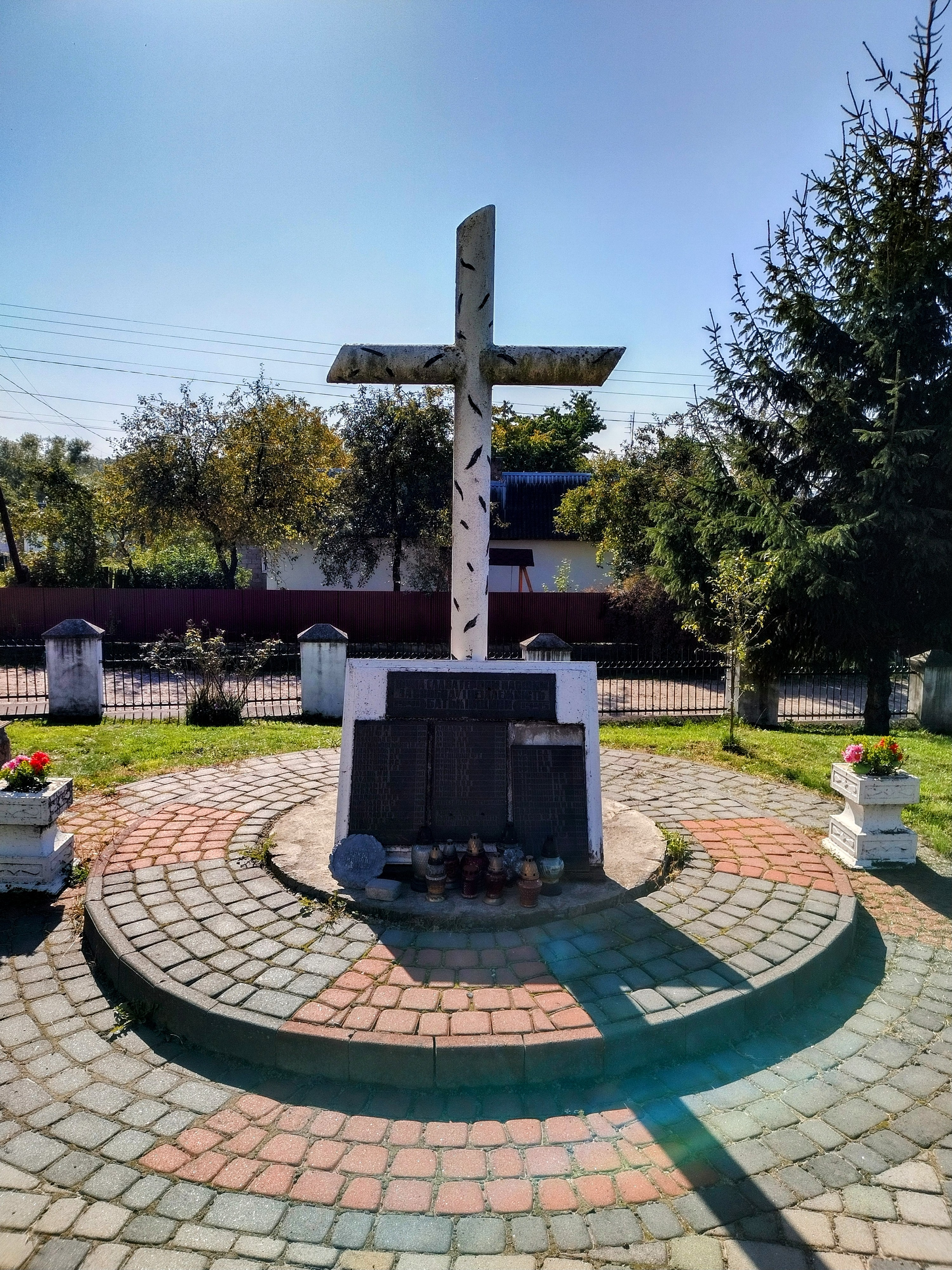
Пам'ятник "Героям загиблим за свободу та незалежність Батьківщини"
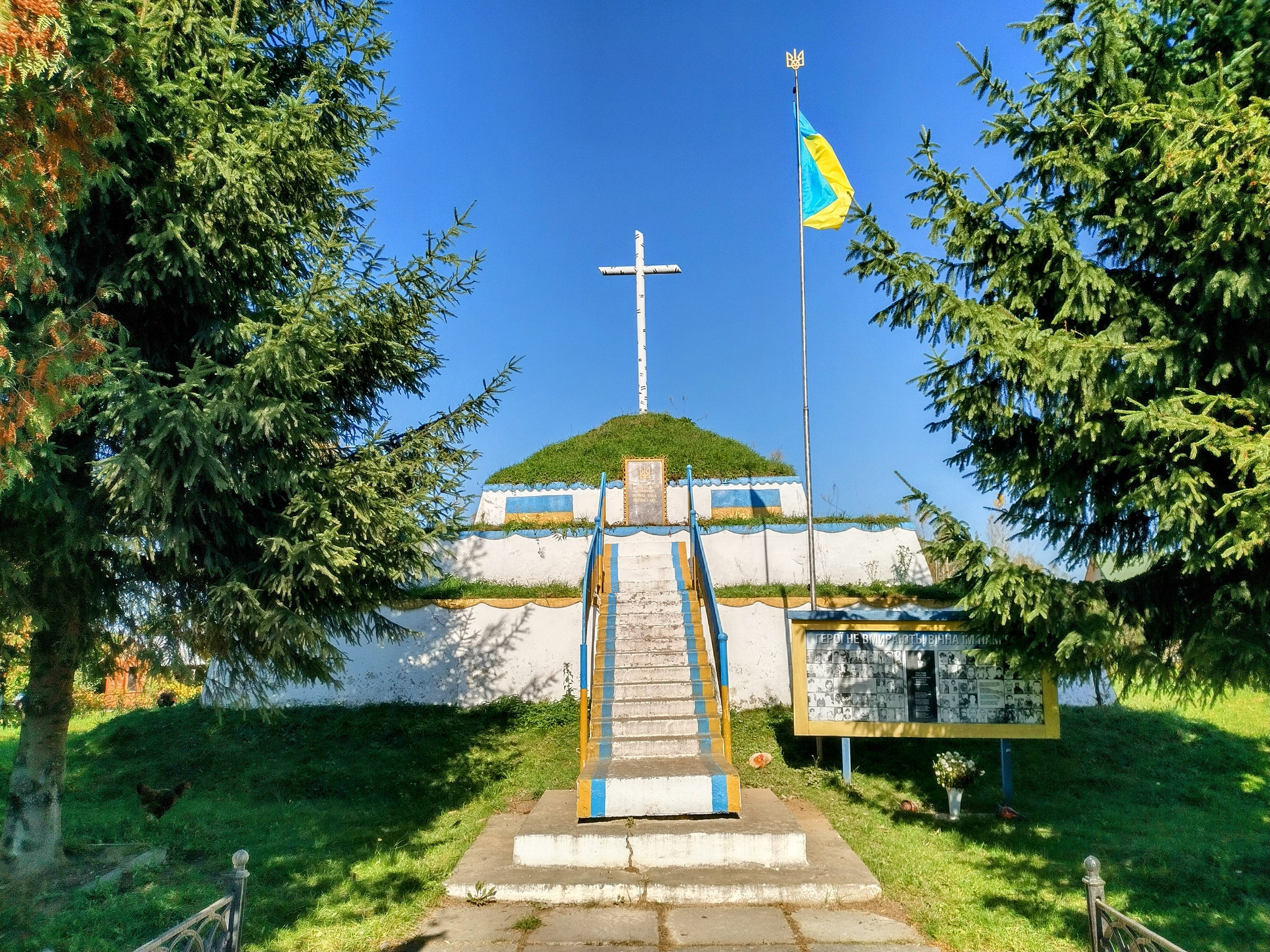
Пам'ятний знак "Героям загиблим в АТО"
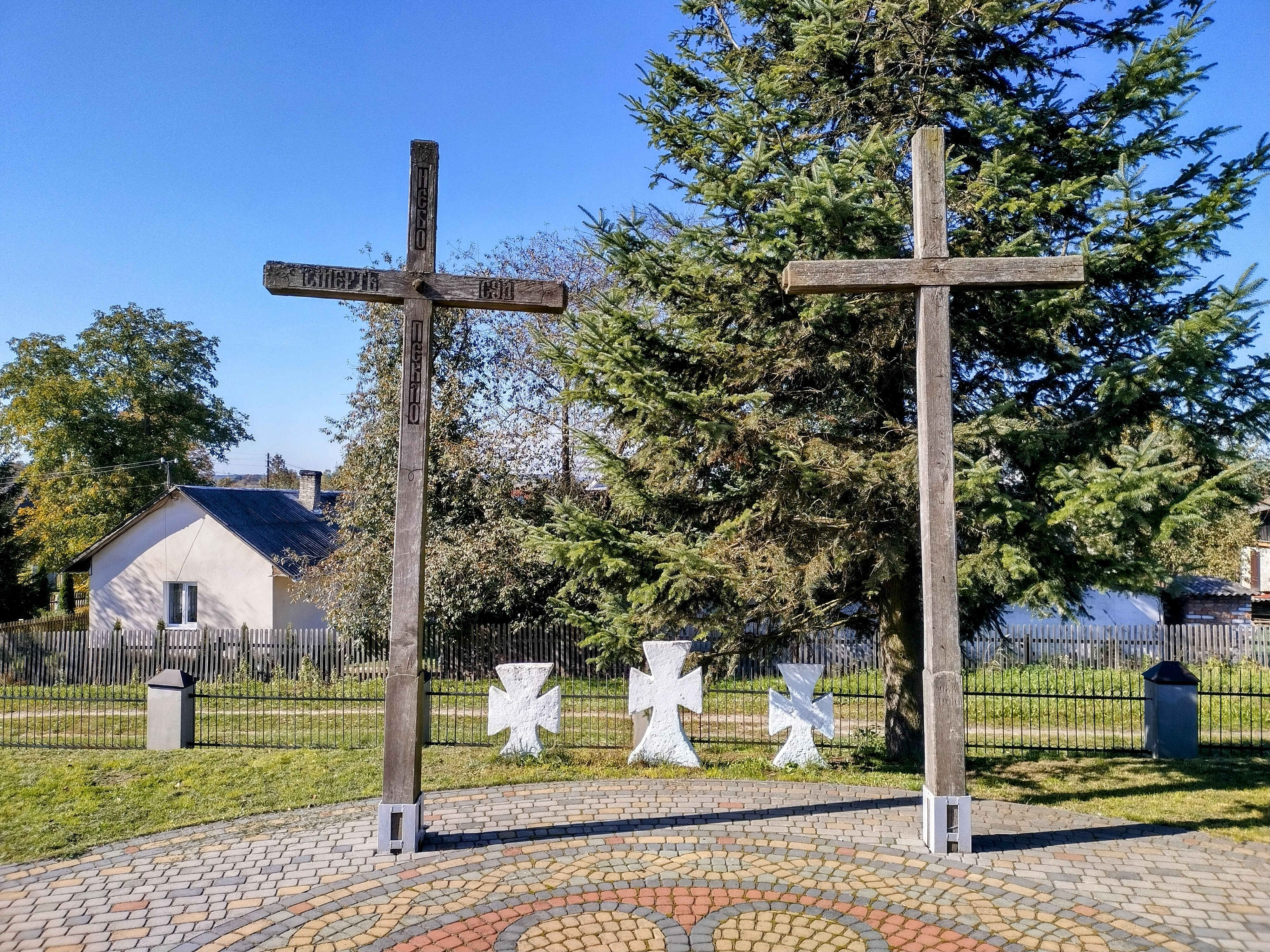
Хрести на подвір'ї церкви Святої Параскеви